# Megachile manchuriana
Megachile manchuriana är en biart som beskrevs av Keizo Yasumatsu 1939. Megachile manchuriana ingår i släktet tapetserarbin, och familjen buksamlarbin. Inga underarter finns listade i Catalogue of Life.